# Rétság
Rétság è una città di 3.009 abitanti situata nella contea di Nógrád, nell'Ungheria settentrionale.